# Sikivu Hutchinson
Pour les articles homonymes, voir Hutchinson.
Sikivu Hutchinson, née le 11 février 1969, est une féministe américaine, militante athée, auteure / romancière et dramaturge. Elle est l'auteur de Humanists in the Hood: Unapologically Black, Feminist, Heretics (2020), White Nights, Black Paradise (2015), Godless Americana: Race and Religious Rebels (2013), Moral Combat: Black Atheists, Gender Politics, and the Values Wars (2011), et Imagining Transit: Race, Gender, and Transportation Politics in Los Angeles (Travel Writing Across the Disciplines) (2003). Moral Combat est le premier livre sur l'athéisme publié par une femme afro-américaine. En 2013, elle est nommée femme laïque de l'année et reçoit le prix Humanist Innovator 2015 de la Fondation Beyond Belief et le prix Backbone 2016 de la Secular Student Alliance. 

## Petite enfance et éducation
Son grand-père Earl Hutchinson Sr. et son père Earl Ofari Hutchinson sont tous deux auteurs. Sikivu Hutchinson est diplômée de l'Université de New York au sein de laquelle elle obtient un doctorat en Performance Studies en 1999.

## Carrière
Sikivu Hutchinson écrit des articles pour www.huffingtonpost.com, The Feminist Wire, thehumanist.com, LA Progressive et le Los Angeles Times. Elle est Senior Fellow à l'Institute of Humanist Studies et fait partie du Speakers Bureau de la Secular Student Alliance. 
Elle enseigne l'histoire de féminisme mais donne aussi des cours sur les études relatives à l'urbanisme et à l'éducation au California Institute of the Arts, à l'Université de Californie à Los Angeles et à l'Université Western Washington. Elle est co-contributrice du blog Black Skeptics sur le réseau Freethought Blogs et rédactrice en chef de www.thefeministwire.org.

## Ouvrages
- White Nights, Black Paradise, Infidel Books, 2015, 334 p. (ISBN 978-0-692-26713-4 et 0-692-26713-1)
- Godless Americana : Race and Religious Rebels, Infidel Books, 2013, 242 p. (ISBN 978-0-615-58610-6, lire en ligne)
- Moral Combat : Black Atheists, Gender Politics and the Value Wars, Infidel Press, 2011, 271 p. (ISBN 978-0-578-07186-2)
- Imagining Transit : Race, Gender, and Transportation Politics in Los Angeles (Travel Writing Across the Disciplines), Peter Lang Publishing, 2003, 227 p. (ISBN 978-0-8204-5586-0)